# Xylotrechus zaisanicus
Xylotrechus zaisanicus là một loài bọ cánh cứng trong họ Cerambycidae.